# کولیگانک (آلاسکا)
کولیگانک (به انگلیسی: Koliganek) شهری در ناحیه سرشماری دیلینگهام ایالت آلاسکا است که جمعیت آن در سرشماری سال ۲۰۰۰ میلادی ۱۸۲ نفر بوده‌است.